# Radio Soberanía de Linares
Radio Soberanía de Linares fue una radioemisora de la ciudad de Linares que transmitió en la frecuencia 1520 de la amplitud modulada. Fue la primera emisora de la ciudad, y la única existente hasta la fundación de Radio Ancoa en 1977.

## Historia
La primera época de la radio empezó en 1938, bajo la dirección de Elías Concha Zegers. Su primer estudio se ubicó en el cruce de las calles Januario Espinoza y Rengo (al lado del actual paso bajo nivel). Una de sus primeras labores fue mantener las comunicaciones de la ciudad con el país tras el terremoto del 24 de enero de 1939. Esta primera época cesó cuando el sr. Concha fue nombrado jefe de obras de la Caja de Habitaciones Obreras en la ciudad.
Tras casi una década sin una emisora local, es relanzada el 20 de febrero de 1949 bajo la dirección de Ramón Abasolo Aldea, teniendo sus estudios en Rengo esquina O'Higgins (frente al Gimnasio Municipal). Luego, estuvo funcionando en varios lugares, incluso en el Teatro Municipal de la ciudad, siendo su última ubicación en Mario Dueñas 777.
A lo largo de su historia, la emisora contó con destacados locutores y periodistas que quedaron en la memoria linarense, tales como Samuel Maldonado Silva, Alfonso Astete, Waldo Guzmán, Miguel A. Venegas o Sergio Román. En cuanto a los programas, destacaron el noticiario Vistazos (creado y dirigido por Oscar Guzmán), La Hora del Hogar (conducido por Carmen Yáñez, luego en Radio Ancoa), Los Jóvenes del Ayer (conducido por Manuel Ángel Castillo), entre otros.
Dos hechos trágicos sucedieron durante la historia de la radio: en 1987 la emisora sufrió un incendio en sus estudios ubicados en ese entonces en calle Curapalihue, perdiéndose varios instrumentos. Y el 10 de agosto de 2010, el locutor Sergio Román perdió la vida mientras estaba transmitiendo su programa.
La emisora bajó sus transmisiones en forma indefinida en 2011, debido a la pérdida de influencia local y a la obsolescencia en que cayeron las radios del dial AM. Un año después, la concesión fue caducada y el concurso para su reasignación fue declarado desierto por falta de postulantes.